# 통치자
통치자(統治者)는 최고 지도자에게 사용되는 칭호이다. 군주(君主)나 대통령 등과 같은 통치권을 지닌 사람들에게 사용된다.
통치자의 역할은 군주, 국가원수부터 지방 정부의 수장, 기사단의 수장까지 다양하다.

## 같이 보기
- 시장 (행정가)
- 버러